# Sal Abruscato
Sal Abruscato (ur. 18 lipca 1970 w Nowym Jorku) - były członek metalowego zespołu Type O Negative. Pozycja Abruscate'a w byłym zespole to perkusja oraz śpiew. Grał również jako perkusista w zespole Life of Agony na ich dwóch pierwszych płytach "River Runs Red" oraz "Ugly". Od 2010 roku występuje w zespole A Pale Horse Named Death.